# リバースカール
リバースカール (reverse curl) は、ウエイトトレーニングの種目の一つ。上腕筋と腕橈骨筋が主に鍛えられる。

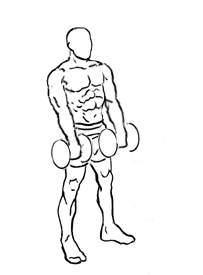
スタンディング・ダンベル・リバースカール (スタート)

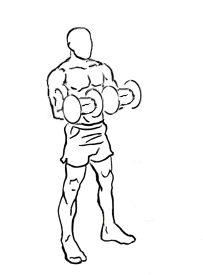
スタンディング・ダンベル・リバースカール (フィニッシュ)

## 具体的動作

### スタンディング・バーベル・リバースカール
1. バーベルを肩幅より広めのオーバーグリップで持って直立する。
2. 息を吐きながら肘を動かさないようにバーベルを上げる。
3. 上腕筋と腕橈骨筋が十分に収縮するのを感じ取ったら、息を吸いながら元の姿勢に戻る。
4. 2 - 3を繰り返す。

### スタンディング・EZバー・リバースカール
1. EZバーを肩幅より広めのオーバーグリップで持って直立する。
2. 息を吐きながら肘を動かさないようにEZバーを上げる。
3. 上腕筋と腕橈骨筋が十分に収縮するのを感じ取ったら、息を吸いながら元の姿勢に戻る。
4. 2 - 3を繰り返す。

### スタンディング・ダンベル・リバースカール
1. ダンベルをオーバーグリップで持って直立する。腋はやや開き気味にする。
2. 息を吐きながら肘を動かさないようにダンベルを上げる。
3. 上腕筋と腕橈骨筋が十分に収縮するのを感じ取ったら、息を吸いながら元の姿勢に戻る。
4. 2 - 3を繰り返す。

### スタンディング・ケーブル・リバースカール
1. ロープーリーにカールバーまたはストレートバーをセットする。
2. ハンドルをオーバーグリップで持って直立する。
3. 息を吐きながら肘を動かさないようにハンドルを上げる。
4. 上腕筋と腕橈骨筋が十分に収縮するのを感じ取ったら、息を吸いながら元の姿勢に戻る。
5. 2 - 3を繰り返す。

### プリーチャー・バーベル・リバースカール
1. バーベルを肩幅より広めのオーバーグリップで持ってプリーチャーベンチのパッドに腕を乗せ、シートに座る。
2. 息を吐きながらバーベルを上げる。
3. 前腕が床に対して垂直になる手前まで上げたら、息を吸いながら元の姿勢に戻る。
4. 2 - 3を繰り返す。

### プリーチャー・EZバー・リバースカール
1. EZバーを肩幅より広めのオーバーグリップで持ってプリーチャーベンチのパッドに腕を乗せ、シートに座る。
2. 息を吐きながらEZバーを上げる。
3. 前腕が床に対して垂直になる手前まで上げたら、息を吸いながら元の姿勢に戻る。
4. 2 - 3を繰り返す。

### プリーチャー・ダンベル・リバースカール
1. ダンベルをオーバーグリップで持ってプリーチャーベンチのパッドに腕を乗せ、シートに座る。
2. 息を吐きながらダンベルを上げる。
3. 前腕が床に対して垂直になる手前まで上げたら、息を吸いながら元の姿勢に戻る。
4. 2 - 3を繰り返す。

### プリーチャー・ケーブル・リバースカール
1. ハンドルを肩幅より広めのオーバーグリップで持ってプリーチャーベンチのパッドに腕を乗せ、シートに座る。
2. 息を吐きながらハンドルを上げる。
3. 上腕筋と腕橈骨筋が十分に収縮するのを感じ取ったら、息を吸いながら元の姿勢に戻る。
4. 2 - 3を繰り返す。